# Steyr Plus-Serie
Die neue Plus-Serie von Steyr wurde offiziell mit den Typen Steyr 30, Steyr 40, Steyr 50 1967 auf der Wiener Messe präsentiert, wobei der „Plus“ den Mehrwert an Technik und Innovation vermitteln sollte. Das kleinste Modell der Steyr 30 war jedoch schon ein Jahr vorher zu haben, Steyr 70 und Steyr 90 folgten ein Jahr später 1968. Die Typenbezeichnungen entsprachen anfangs den DIN-PS-Werten. Bei den Allradversionen wurde in der Bezeichnung ein „a“ hinzugefügt.
Die völlig neue kantig wirkende Karosserie wurde vom französischen Industriedesigner Louis Lucien Lepoix entworfen. Die traditionellen grünen, roten und orangen Farben der sogenannten Steyr Jubiläums-Serie mit den runden Motorhauben wurden durch ein einheitliches Rot-Weiß ersetzt. Es gab aber auch technische Innovationen, so wurden Motoren mit Direkteinspritzung statt, wie früher, mit Vorkammereinspritzung eingesetzt, womit die Aggregate leistungsstärker und sparsamer wurden.
Auch wurde der Allradantrieb mit Ausnahme des kleinen Steyr 30 nun serienmäßig alternativ angeboten. Einzylindermodelle gab es bei dieser Baureihe nicht mehr, dafür war Steyr 86 aus der Jubiläumsserie noch bis 1975 verfügbar. Es gab zusätzlich noch Hackfruchtversionen (z. B. Steyr 40 h) oder Schmalspurversionen (z. B. Steyr 540 s).
Aus Marketinggründen wurde um 1970 auf dreistellige Typenbezeichnungen umgestellt und gleichzeitig wurden einige Änderungen vorgenommen, die sich zum Teil auch an der Leistung auswirkten. Die neuen Typen wurden nun mit Steyr 430, Steyr 540, Steyr 650, Steyr 870 und Steyr 1090 bezeichnet.
Zwischen 1971 und 1977 kamen noch weitere Modelle zur Baureihe, um das Leistungsspektrum zu ergänzen. 1971 wurde Steyr 1100 eingeführt, der nun das neue Flaggschiff war. Ein Jahr später überschritt man mit dem Steyr 1200 die 100-PS-Marke. In dem Jahr kam noch der Steyr 545 und der Steyr 760 auf den Markt, 1974 der Steyr 980 hinzu, um das Angebot abzurunden.
Mit dem Steyr 1400 wurde 1974 ein neues Spitzenmodell mit 140 PS eingeführt, das äußerlich den späteren Modellen der 80er-Serie, wie etwa den 1976 eingeführten Steyr 8160, ähnelte.
Abschließend erfuhren die Modelle 1977 eine Erweiterung mit Steyr 548, Steyr 658, Steyr 768, Steyr 988 und Steyr 1108.
Gesamt wurden 108.713 Stück verkauft, die Modelle wurden dann stufenweise durch die neue Steyr Baureihe 80 ersetzt. Auf Österreichs Land- und Forstwirtschaften sind die Modelle der Plus-Serie jedoch immer noch präsent und im täglichen Einsatz.